# Keratan sulfat

Cấu trúc hóa học của Keratan sulfat

Keratan sulfate (KS), (còn được gọi là keratosulfate, Keratan sulfate)  là bất kỳ trong số sulfat glycosaminoglycan (carbohydrate cấu trúc) đã được tìm thấy đặc biệt là trong giác mạc, sụn và xương. Nó cũng được tổng hợp trong hệ thần kinh trung ương nơi nó tham gia cả vào phát triển and in the glial scar formation following an injury. 
Keratan sulfate là các phân tử lớn, ngậm nước cao, trong các khớp có thể hoạt động như một lớp đệm để hấp thụ sốc cơ học.

## Cấu trúc
Giống như glycosaminoglycan Keratan sulfat là một polymer tuyến tính bao gồm một đơn vị disacarit lặp lại. Keratan sulfat xảy ra dưới dạng proteoglycan (PG) trong đó chuỗi KS được gắn vào bề mặt tế bào hoặc ma trận ngoại bào, được gọi là protein lõi. Các protein cốt lõi của KS bao gồm lumican, keratocan, mimecan, fibromodulin, PRELP, Osteoadherin và aggrecan.
Đơn vị disacarit lặp lại cơ bản trong keratan sulfate là -3Galβ1-4 GlcNAcβ1-. Điều này có thể được sunfat ở vị trí carbon 6 (C6) của một trong hai hoặc cả Gal hoặc GlcNAc monosacarit. Tuy nhiên, cấu trúc chính chi tiết của các loại KS cụ thể được coi là tốt nhất bao gồm ba vùng:
- Một vùng liên kết, ở một đầu của chuỗi KS được liên kết với protein lõi.
- Vùng lặp lại, bao gồm -3Galβ1-4 GlcNAcβ1- đơn vị disacarit lặp lại
- Vùng giới hạn chuỗi, xảy ra ở đầu đối diện của chuỗi KS với vùng liên kết protein.

Monosacarit mannoza được tìm thấy trong vùng liên kết của keratan sulfat loại I (KSI). Các disacarit trong vùng lặp lại của KSII có thể là fucosylated và N-Acetylneuraminic acid phủ đầu cuối của tất cả các chuỗi loại keratan sulfat loại II (KSII) và lên đến 70% chuỗi loại KSI.

### Các lớp KS
Các chỉ định KSI và KSII ban đầu được chỉ định trên cơ sở loại mô mà từ đó keratan sulfat được phân lập. KSI được phân lập từ mô giác mạc và KSII từ mô xương. Sự khác biệt nhỏ về thành phần monosacarit tồn tại giữa KS được chiết xuất từ cả hai nguồn và thậm chí cả KS được chiết xuất từ cùng một nguồn. Tuy nhiên, sự khác biệt lớn xảy ra trong cách mỗi loại KS được nối với protein cốt lõi của nó. Các chỉ định KSI và KSII hiện được dựa trên những khác biệt liên kết protein. KSI là N-link thành asparagine amino acido thông qua  N -acetylglucosamine và KSII là O-link thành các amino acid Serine hoặc Threonine thông qua N-acetyl galactosamine. Việc phân loại dựa trên mô của KS không còn tồn tại vì các loại KS đã được chứng minh là không đặc hiệu mô. Một loại thứ ba của KS (KSIII) cũng đã được phân lập từ mô não có liên kết O với các amino acid serine hoặc threonine cụ thể thông qua mannoza.

### KSI giác mạc
Lượng KS được tìm thấy trong giác mạc cao gấp 10 lần so với trong sụn và cao gấp 2-4 lần so với các mô khác. Nó được sản xuất bởi giác mạc keratocyte và được cho là đóng vai trò của một bộ đệm năng động của quá trình hydrat hóa giác mạc. Trong một rối loạn tiến triển hiếm gặp gọi là loạn dưỡng giác mạc điểm (MCDC), sự tổng hợp keratan sulfat không có (MCDC loại I) hoặc bất thường (MCDC loại II).

### KSI không giác mạc
Osteoadherin, fibromodulin và PRELP là các protein cốt lõi được tìm thấy trong xương và sụn, được sửa đổi bởi chuỗi KS liên kết N. Các chuỗi KS liên kết với Osteoadherin và Fibromodulin ngắn hơn các chuỗi được tìm thấy trong giác mạc, thường là 8-9 đơn vị disacarit có chiều dài. Trong khi đó, KSI giác mạc bao gồm một số miền thể hiện mức độ sunfat hóa khác nhau, trong đó dài nhất có thể là 8-32 đơn vị disacarit. Thiết bị đầu cuối không khử của Fibromodulin KS có cấu trúc tương tự như thiết bị đầu cuối không khử của loại keratan sulfat loại KSII hơn là với KSI giác mạc. Do đó, cấu trúc KS được cho là được xác định bởi tính sẵn có của mô glycosyltransferase chứ không phải là loại liên kết với protein lõi.

### KSII
Sụn KSII gần như bị sunfat hóa hoàn toàn, bao gồm sự tan rã monome thỉnh thoảng bị gián đoạn bởi một monosulphated 
lactosamine monome.Fucosylation cũng phổ biến với liên kết alpha fucoze có ở vị trí carbon 3 của sunfat GlcNAc, ngoại trừ trong trường hợp khí quản KSII có tính năng này vắng mặt.